# Pawłów (województwo wielkopolskie)
Pawłów (niem. Pawelau) – wieś w Polsce położona w województwie wielkopolskim, w powiecie ostrowskim, w gminie Sośnie. Leży ok. 25 km na południe od Ostrowa Wlkp., przy drodze krajowej nr 25 Bydgoszcz-Wrocław i linii kolejowej Ostrów-Oleśnica (stacja Pawłów Wielkopolski).
Do 1920 część pruskiego powiatu Syców na Dolnym Śląsku. Moc traktatu wersalskiego w 1920 włączone do województwa poznańskiego. Przed 1932 rokiem miejscowość położona była w powiecie odolanowskim, W latach 1975–1998 w województwie kaliskim, w latach 1932–1975 i od 1999 w powiecie ostrowskim.
W okresie międzywojennym w miejscowości stacjonowała placówka Straży Granicznej I linii „Pawłów”.